# Fufius lanicius
Fufius lanicius là một loài nhện trong họ Cyrtaucheniidae. Loài này phân bố ờ Bolivia.